# Bruce Alford
Herbert Bruce Alford (* 12. September 1922 in Waco, Texas; † 8. Mai 2010 in Fort Worth, Texas) war ein US-amerikanischer American-Football-Spieler auf der Position des Ends und -Schiedsrichter, der von der Saison 1960 bis 1979 in der NFL tätig war. Als Schiedsrichter trug er die Uniform mit der Nummer 24.

## Karriere
Alford war während seiner gesamten NFL-Laufbahn als Line Judge tätig.
Er war bei insgesamt drei Super Bowls als Line Judge im Einsatz: Beim AFL-NFL Championship Game im Jahr 1968, der heute als Super Bowl II bekannt ist, war er in der Crew unter der Leitung von Hauptschiedsrichter Jack Vest. Beim Super Bowl VII im Jahr 1973 unter der Leitung von Hauptschiedsrichter Tommy Bell und im Super Bowl IX im Jahr 1975 unter der Leitung von Hauptschiedsrichter Bernie Ulman.